# Talang Kering
Talang Kering is een bestuurslaag in het regentschap Bengkulu Utara van de provincie Bengkulu, Indonesië. Talang Kering telt 441 inwoners (volkstelling 2010).